# المعابدة الشرقية
قرية المعابدة الشرقية هي إحدى القرى التابعة لمركز أبنوب في محافظة أسيوط في جمهورية مصر العربية. حسب إحصاءات سنة 2006، بلغ إجمالي السكان في المعابدة الشرقية 29046 نسمة، منهم 14901 رجل و14145 امرأة.